# クロヨン
クロヨン（9・6・4、九六四）とは、税務署による課税所得の捕捉率に関する業種間格差に対する不公平感を表す語である。トーゴーサン（10・5・3、十五三）、トーゴーサンピン（10・5・3・1、十五三一）、トーゴーサンピンゼロ（10・5・3・1・0）と呼称することもある。1960年代後半から使われ始めた。

## クロヨン
勤労者が手にする所得の内、課税の対象となるのは必要経費を除いた残額である。本来課税対象とされるべき所得の内、税務署がどの程度の割合を把握しているかを示す数値を捕捉率と呼ぶ。この捕捉率は業種によって異なり、給与所得者は約9割、自営業者は約6割、農業、林業、水産業従事者は約4割であると言われる。このことを指して「クロヨン」と称する。
給与所得者の所得は、源泉徴収されているため遺漏が発生する可能性はない。これに対し、必要経費を自ら算出して自己申告する者、例えば自営業者の場合、家屋の一部分を店舗や事務所として用いる、事業用の車を自家用車としても用いるなど収支における公私の境界線が曖昧にならざるを得ない。このグレーゾーンについては事業者の自主計算により、事業用と私的利用の使用割合を面積や使用時間割合などの根拠を基に合理的に按分計算して申告する以外に手立てがないのであって、税務署がこれらをすべて検証することは事実上不可能である。
この事に着目し、家屋の内装工事にかかった費用を事務所の維持費として、あるいは私的な食事を交際費として計上するといったケースがみられる。その結果、自営業者や農業所得者の所得捕捉率は給与所得者のそれに比して一般に低くなっていると言われる。
なお、給与所得者は自営業者のような必要経費が認められていない訳ではない。あらかじめ所得税を天引きされた額が支給されるため、個別に必要経費を算出するのが困難であることから給与所得に応じて概算した経費を控除する方法（給与所得控除）が一般に行われている。給与所得控除は低所得層になればなるほど控除率が大きい仕組みとなっており、年間65万円以内の収入ならば所得ゼロ、給与収入500万円の場合で30.8%（154万円）、1000万円の場合で22%（220万円）の控除率（概算経費）が認められており、上限額は245万円となっている（かつては最低5%の控除が上限額なしで認められていた）。しかし給与所得者の多くはスーツなどの衣装代や交際費以外は会社から支給されているケースが多い。このため、実費経費がほとんど無いのが実情であること、さらに社会保険に関しては自営業者よりも格段に恵まれていることなど、「クロヨン」問題における格差に対する補償として控除率が過大に取られているという考え方もある。

## トーゴーサン、トーゴーサンピン、トーゴーサンピンゼロ
捕捉率の業種間格差は「9対6対4」に留まらないとの考え方から「トーゴーサン」という語も生まれた。即ち、捕捉率を給与所得者約10割、自営業者約5割、農林水産業者約3割にそれぞれ修正した呼称である。
また、これに政治家に関する捕捉率（約1割）を加えて「トーゴーサンピン」とも称する。政治家の場合、政治資金は課税対象とならないため、業務と無関係な支出を政治資金として計上するケースが考えられる。さらに、暴力団に関する捕捉率（約0割）を加えて「トーゴーサンピンゼロ」とも称される。税務署がシノギや組員の資産を捕捉することは非常に困難であり、合法収益であっても組員が自発的に申告することもほぼ皆無に等しいことが考えられる。

## 現状
税務署による実地調査は、大口の確定申告者のうち脱税の疑いのある者について5年に1度行われるのみであり、税制の複雑化や申告者数の増加により、税務署の業務量が年々増大する現状では、全ての不正を発見することは困難である。個人事業を営む者は、収入や経費に関する事項を記帳する義務を負うが、違反者に対する罰則規定は存在しない。
国税庁は、納税捕捉率に関するこれらの数値を公には認めていない。1年間のうちに、大規模なものから短期間の接触までを含めて、税務調査が実施される件数は全国で約10万件に過ぎず、脱税に対する徴税期限に当たる7年をひとつの期限と考えても、70万件程度の個人事業者しか調査することができないこととなる。確定申告のうち、納税申告をしている個人事業者に限って見ても、全国で年間約165万8千件の申告があり、これらの者全員の所得を調査するには、現在の2倍以上の人員を投入する必要があることになる。
ここに、納税額がゼロの申告者や還付申告をしている事業所得者を加えるとさらに増えるため、現在の制度では全ての個人事業者の所得を捕捉すること自体が、物理的に不可能であることは明らかであり、結果的に調査事績の概要という形で公表する以外に方法がないというのが実情である。これらの事実から経費の水増しや政治的圧力の全国的な実態、あるいはその有無を完全に解明することは極めて困難であるため、前述のような調査結果による公表値や、事業者間の風評などといった断片的な事実から推察するより他に無い。

## 対策
こうした不公平を是正するために、
- 納税者自身の意識の高揚と誠実・正確な申告
- 税務署の調査能力の向上
- 脱税や不正な申告行為に対する罰則規定の強化
- 納税者番号制度
- 税制自体を捕捉率の高い税種主体に切り替える（後述）

などの対策が求められる。しかし、税務署の人員や設備の増強は膨大な経費を要するため実際には難しく、意識改革や罰則強化についてもどれほどの成果が挙がるかは不透明との指摘がある。
なお、大型間接税（かつての売上税・現在の消費税）の導入理由の一つとして「クロヨン・トーゴーサンピンの是正」が挙げられていた。すなわち、捕捉率が低い直接税中心の租税体系から捕捉率が高い間接税中心の租税体系に改編することが不公平税制是正の一手段となるという考え方である。
日本労働組合総連合会（連合）は長年、納税者番号制度やインボイス制度といった、公平な徴税制度を求めてきた。
政権交代を経て、日本でも2018年1月から個人番号（マイナンバー）が預金口座にも適用され、預金の残高や出入金を税務調査に活用できるようになるが、第183回国会で麻生太郎副総理兼財務大臣は、課税上問題があると認められる事項の的確な把握が期待できる反面、番号制度の導入に伴う所得把握の適正化による税収への影響については、これを事前に見込むことは困難と答弁した。